# 小行星7246
小行星7246（英語：7246）是一颗围绕太阳公转的小行星。1991年9月12日，亨利·E·霍爾特在帕洛马山发现了此天体。
这颗小行星的绝对星等为40.10950等。